# Eduard-Müller-Krematorium

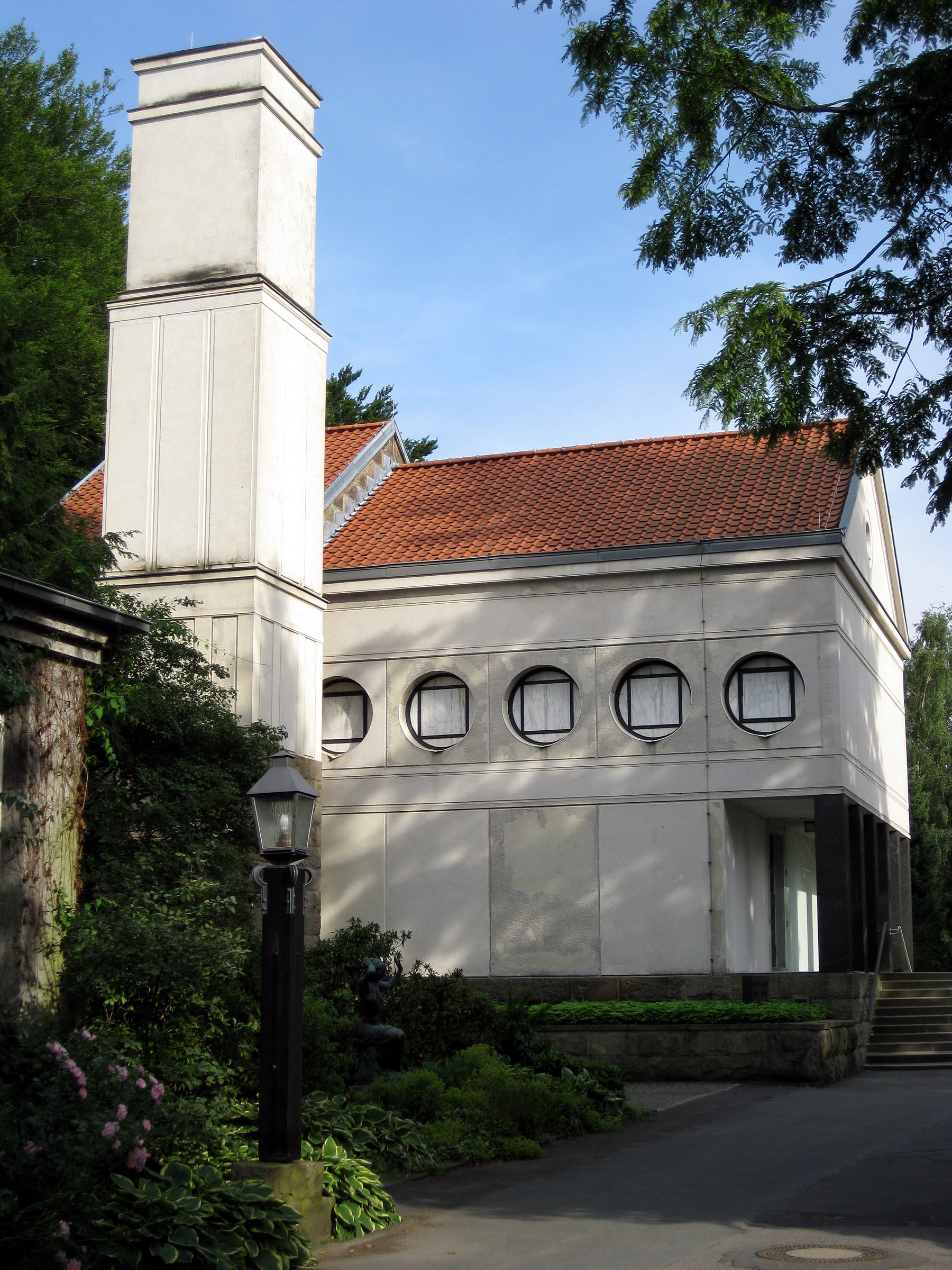
Eduard-Müller-Krematorium

Das Eduard-Müller-Krematorium ist ein denkmalgeschütztes Profangebäude in Delstern, einem Ortsteil von Hagen in Nordrhein-Westfalen.

## Geschichte und Architektur
Im 19. Jahrhundert wurde die Idee der Feuerbestattung aus hygienischen Überlegungen wieder aufgegriffen. So war das Hagener Krematorium in seiner Funktion landesweit ein Vorreiter. Der erste Entwurf von 1905 erregte das Missfallen der Hagener Bevölkerung. Man war der Meinung, der malerische, romantisierende Entwurf passe nicht zu der modernen, nüchternen Denkweise, die man mit der Kremierung verband. So entwarf Peter Behrens ein Gebäude, das durch seine moderne und geradlinige Schlichtheit beeindruckte. Das Krematorium ist nach dem Vorsitzenden des Feuerbestattungsvereins Hagen, Eduard Müller benannt. Es konnte, obwohl 1907 erbaut, erst nach der Legalisierung von Feuerbestattungen im Jahr 1911 in Betrieb genommen werden.
Der an einem Berghang stehende, vielbeachtete Bau der frühen Moderne ist der erste Krematoriumsbau in Preußen. Er wurde von 1906 bis 1908 nach Plänen von Peter Behrens als oberer Abschluss des am Hang gelegenen Friedhofs Delstern errichtet. Der blockhaft geschlossene Bau wurde mit einem Dreiecksgiebel und flachem Satteldach gebaut. Der seitlich stehende Kaminturm ist in der Art eines Campanile, in geometrisch-abstrakten, von der Florentiner Protorenaissance inspirierten Formen gehalten. Der Sockel, der rückwärtige Teil des Gebäudes und das Sockelgeschoss des Turmes wurden aus Bossenquadern gemauert.
Schon vor seiner Inbetriebnahme im Jahr 1912 war das Krematorium gegen Eintrittsgeld zu besichtigen. Die ursprüngliche Fassadenverkleidung aus weißen Marmorplatten und schwarzgrünen Kalksteinstreifen war schon von 1910 bis 1911 abgefallen. Behrens erneuerte die Fassade von 1911 bis 1912 durch die bestehende monochrome Putzgliederung. Durch diese Maßnahme wurde die ornamentale Wirkung der Fassade mit ihrer stilisierten Wiedergabe klassischer Bauglieder aufgegeben und der durch die Hanglage bestehende Bezug zum Vorbildgebäude St. Miniato al Monte in Florenz ist nur noch sehr eingeschränkt wahrnehmbar. Die Raumfassung wurde 1984 nach altem Befund erneuert, Eine Außenrenovierung wurde von 1989 bis 1990 vorgenommen.
Zu dem niedrigen Portikus auf quadratischen Stützen aus poliertem, schwarzen Granit führt eine halbrunde Freitreppe. Der Baukörper darüber ist in einen horizontalen Putzstreifen und Putzquadrate gegliedert, in denen sich an den Längsseiten die Rundfenster mit Alabasterscheiben befinden. Die abschließende, heute ungegliederte Gebälkzone, war ursprünglich mit einem inkrustierten Triglyphenfries geschmückt. Im Giebel ist ein Okulus zu sehen. Der hintere, quaderverkleidete Bauteil ist etwas höher und breiter. Die seitlichen Erdgeschossanräume sind schmal.
Das Innere stellt sich als Saal mit einer dreiseitigen Empore dar. Der halbrunde Abschluss ist so breit, wie der mittlere Raumteil. Es wurde eine Kassettendecke eingezogen. Durch die Apsis und ihre Erhöhung um zwei Stufen entsteht der Eindruck eines Kirchenraumes. Dies wird noch durch die Halbkuppel und die schwarzen Marmorstützen verstärkt. Dort wo in der Kirche der Altar stehen würde, steht der versenkbare Katafalk mit einem von Säulen getragenen Baldachin. Die schwarz-weiße Raumgliederung mit ornamentalen geometrischen Formen ist zum Teil an klassisches Baudekor angelehnt. Für den Fußboden wurden Marmor und Kalkstein verwendet. Das allegorische Apsismosaik von Emil Rudolf Weiß beschäftigt sich mit dem Thema Tod und Auferstehung.
Die Ausstattung wurde nach Entwürfen von Behrens angefertigt. Sie ist in der Gestaltung einzigartig und setzt sich bewusst von der zeitgleichen historischen Architektur ab. Sie wurde seinerzeit als Beginn einer neuen Baukunst gefeiert. Das Gebäude ist eines von den wenigen erhaltenen Bauten aus den Düsseldorfer Jahren des Behrens.
Auf dem Friedhof liegt das Grab des Malers Christian Rohlfs. Es ist mit einem schlichten Grabstein von Ewald Mataré und einer Bronzeplastik mit der Darstellung des lehrenden Christus von Ernst Barlach geschmückt. Außerdem Ehrengräber anderer bekannter Persönlichkeiten der Stadt wie Ernst Meister, Eduard Müller, Eugen Richter, Willi Cuno, Karl Jellinghaus, Karel Niestrath oder Jürgen von Manger. 
Ein von Behrens geplantes Columbarium wurde nicht ausgeführt. Der seitlich angefügte Erweiterungsbau stammt aus dem Jahr 1984. Anlässlich seines 100-jährigen Bestehens wurde der Bau im November 2007 vom Westfälischen Amt für Denkmalpflege als Denkmal des Monats in Westfalen-Lippe ausgezeichnet.
Im Eduard-Müller-Krematorium haben im Jahr 2016 die Architekten Jutta Heinze und Giacomo Riggio einen stilvollen Abschiedsraum geschaffen, der den Hinterbliebenen einen geschützten Rahmen in Würde bietet und ihnen Trost spendet. Charakteristisch ist hier die moderne, lichtdurchflutete und freundliche Architektur, die Trauernden Zuversicht vermittelt.